# Zeitschrift für Ägyptische Sprache und Altertumskunde
Le Zeitschrift für Äegyptische Sprache und Altertumskunde (ZÄS, Revue pour la langue et l’archéologie égyptienne en allemand) est une revue scientifique d’égyptologie. Elle est annuelle.
Elle est créée en 1863 par Heinrich Brugsch.

## Éditeurs
- 1863 : Heinrich Brugsch
- 1864 – 1884 : Karl Richard Lepsius
- 1884 – 1894 : Heinrich Brugsch
- 1884 – 1888 : Ludwig Stern (de)
- 1889 – 1907 : Adolf Erman
- 1884 – 1937 : Georg Steindorff
- 1935 – 1943 : Walther Wolf
- 1954 – 1993 : Fritz Hintze
- 1954 – 1970 : Siegfried Morenz
- 1987 – 2007 : Elke Blumenthal
- 1992 – ???? : Erik Hornung
- depuis 2000: Hans-Werner Fischer-Elfert
- depuis 2001: Antonio Loprieno
- depuis 2007: Tonio Sebastian Richter
- depuis 2009: Susanne Bickel